# Arte rupestre

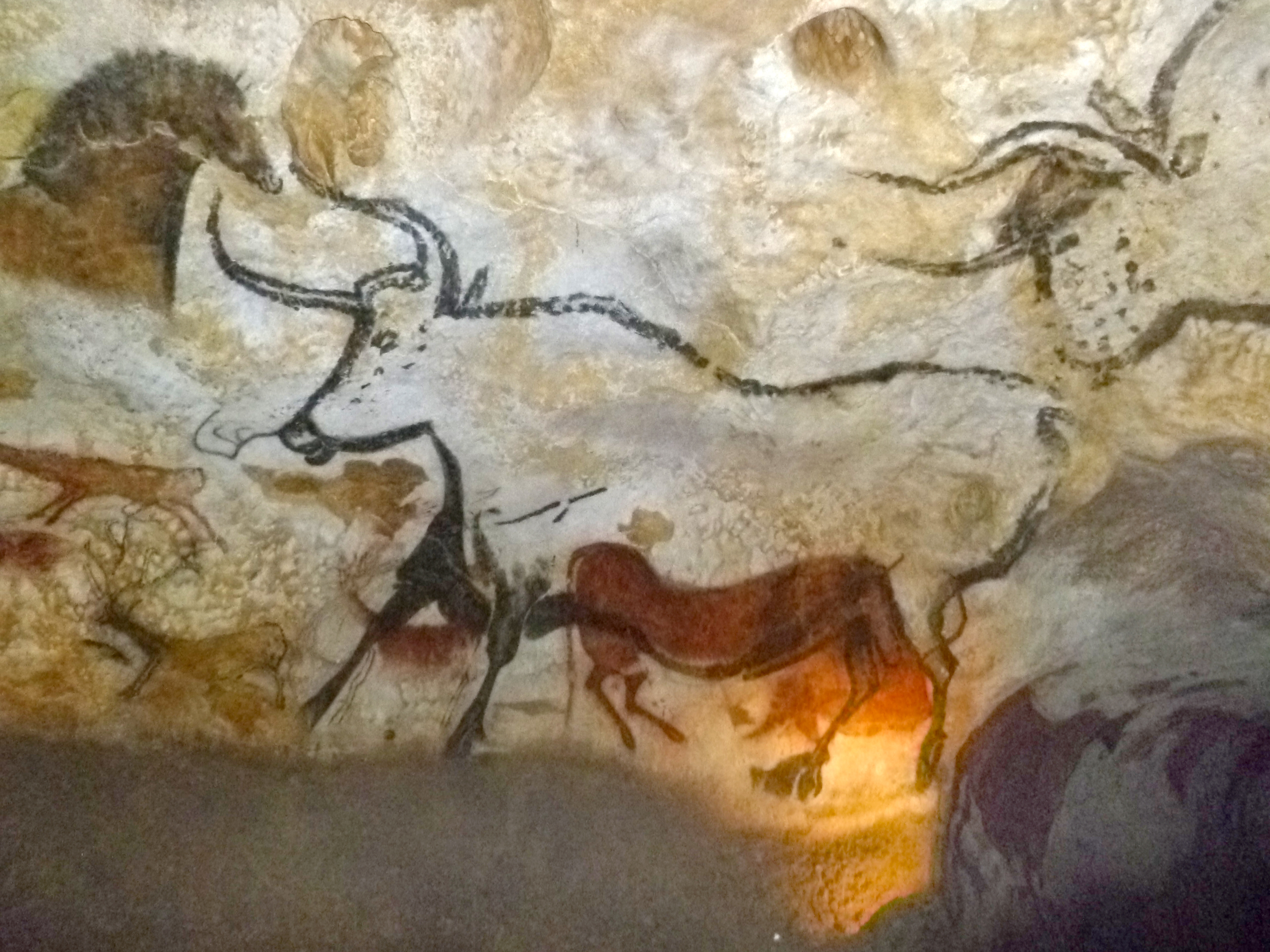
Animais pintados na Gruta de Lascaux, um dos sítios de arte rupestre mais famosos do mundo

Arte rupestre é o termo que denomina as representações artísticas pré-históricas realizadas em paredes, tetos e outras superfícies de cavernas e abrigos rochosos, ou mesmo sobre superfícies rochosas ao ar livre. A arte rupestre divide-se em dois tipos: a pintura rupestre, composições realizadas com pigmentos, e a gravura rupestre, imagens gravadas em incisões na própria rocha. 
Em geral, trazem representações de animais, plantas e pessoas, e sinais gráficos abstratos, às vezes usados em combinação. Sua interpretação é difícil e está cercada de controvérsia, mas pensa-se correntemente que possam ilustrar cenas de caça, ritual, cotidiano, ter caráter mágico, e expressar, como uma espécie de linguagem visual, conceitos, símbolos, valores e crenças. 
Por tudo isso, muitos estudiosos atribuem à arte pré-histórica funções e características comparáveis às da arte como hoje é largamente entendida, embora haja uma tendência recente de substituir a denominação "arte" rupestre por "registro" rupestre, considerando a incerteza que cerca seu significado. Permanece, de todo modo, como testemunho precioso de culturas que exercem grande fascínio contemporaneamente mas são ainda pouco conhecidas.

## Descoberta e autenticidade

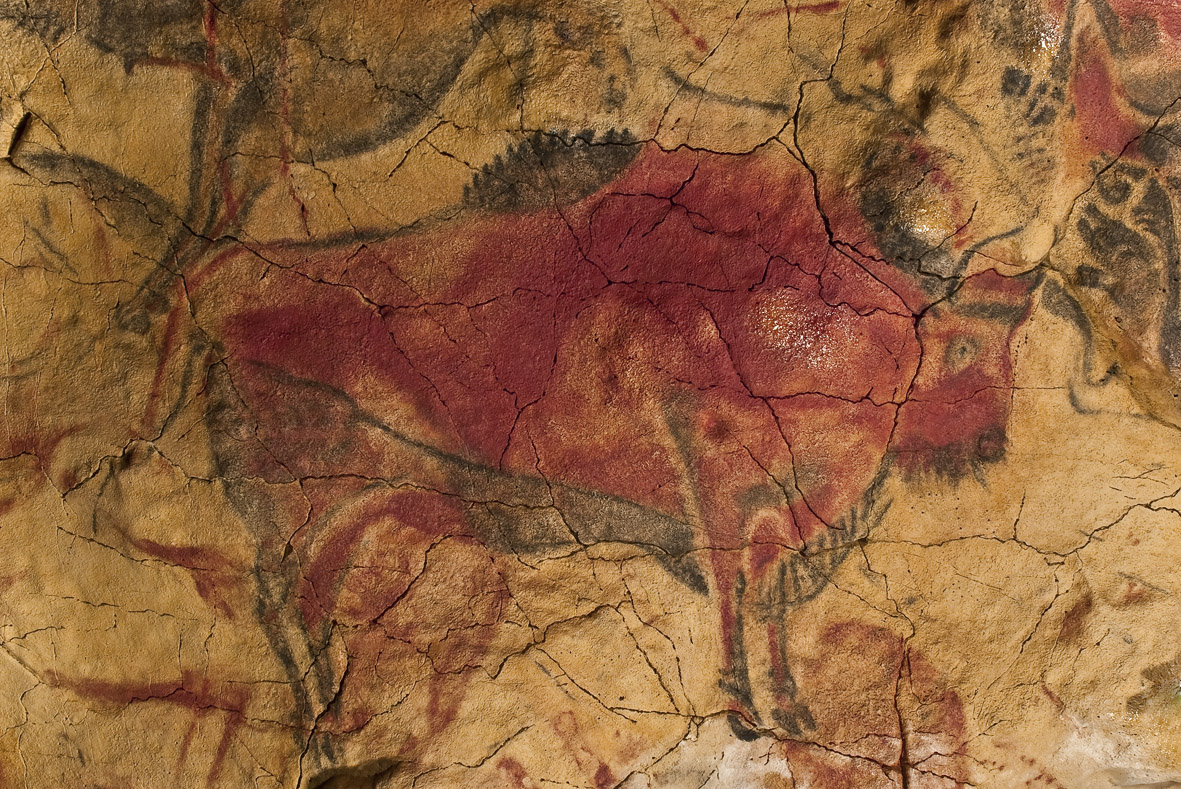
Bisão na Caverna de Altamira

Quando Marcelino Sanz de Sautuola encontrou pela primeira vez as pinturas da caverna de Altamira, na Espanha, em torno de 150 anos atrás, elas foram consideradas como fraude pelos acadêmicos. Com base no novo pensamento darwiniano sobre a evolução das espécies, considerou-se que os primitivos humanos não poderiam ter sido suficientemente avançados para criar arte. Émile Cartailhac, um dos mais respeitados historiadores da Pré-História do final do século XIX, acreditava que as pinturas tinham sido forjadas pelos criacionistas (que sustentavam a criação do homem por Deus) para apoiar suas ideias e ridicularizar Darwin, mas depois ele veio a se retratar, reconhecendo sua autenticidade.
Recentes avaliações têm atestado uma grande antiguidade nas figuras pré-históricas encontradas. Estima-se que a arte rupestre tenha começado quando o homem de Cro-Magnon se estabeleceu na Europa deslocando o homem de Neanderthal, aparecendo no período Aurignaciano e florescendo especialmente nos períodos Solutreano e Magdaleniano do Paleolítico, sendo provavelmente posterior ao aparecimento de objetos "artísticos" móveis, como artefatos em osso ou pedra esculpida. Porém, o conceito de Pré-História é diferente quando aplicado à Europa e às outras partes do mundo, pois está baseado fortemente sobre as características da cultura material e não na cronologia. Na Europa a História inicia em torno de 8 mil anos antes do presente, quando surgem os primeiros registros de uma forma embrionária de escrita, e nas Américas, segundo Funari & Noelli, é pré-histórico tudo o que veio antes da chegada dos europeus no final do século XV, embora os maias possuíssem escrita, os astecas uma protoescrita e os incas, um sistema de registro de eventos e contabilidade através de cordas com nós, os quipos. Mas são casos isolados. Para todas as outras culturas o que sobrevive para estudo são registros visuais em rochas e artefatos em pedra, cerâmica e outros materiais. A questão da idade exata das imagens permanece, de fato, controvertida, dado que métodos como a datação por radiocarbono podem facilmente levar a resultados errôneos pela contaminação de amostras de material mais antigo ou mais novo. As cavernas e superfícies rochosas estão tipicamente atulhadas com resíduos de diversas épocas.

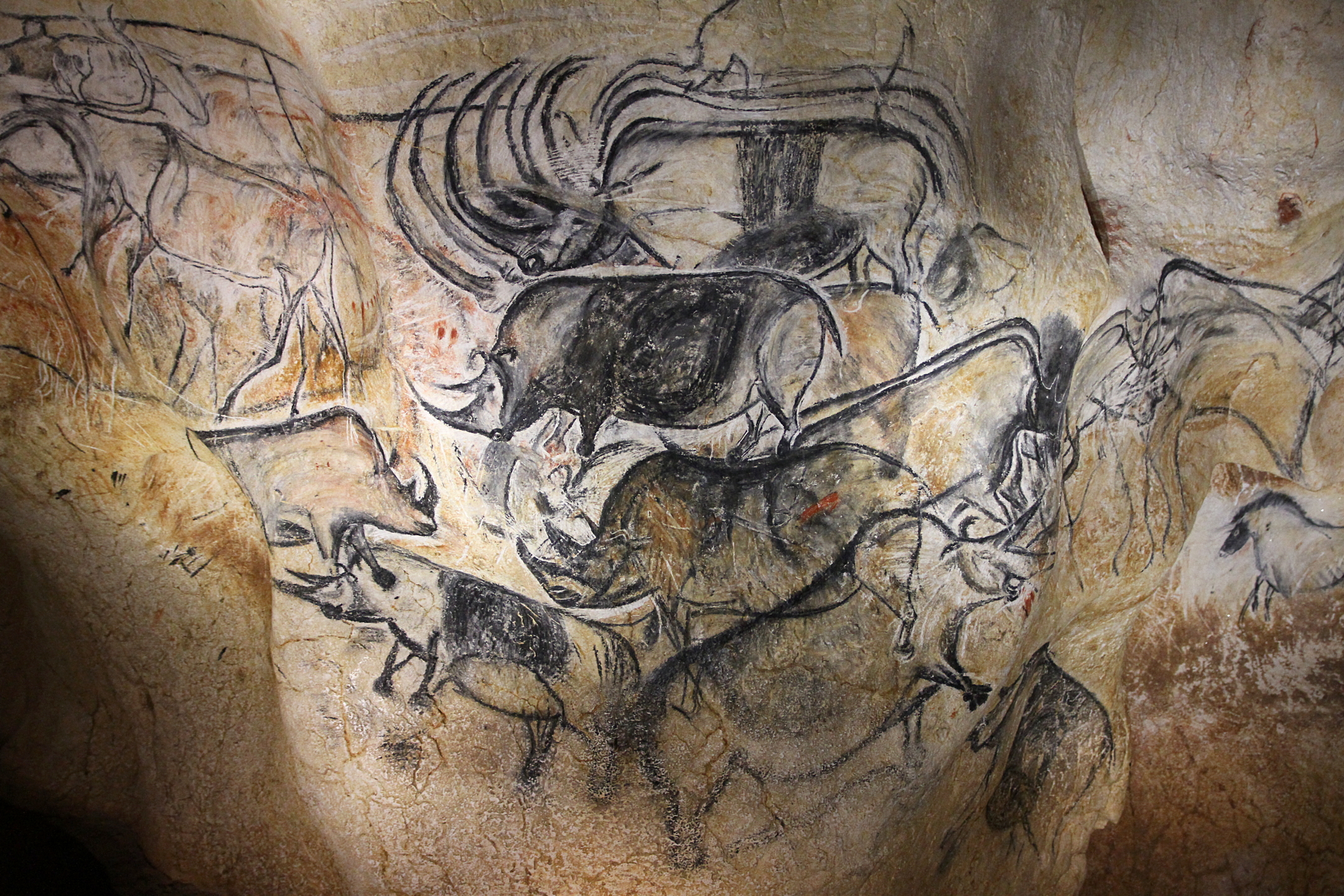
Animais representados na Caverna de Chauvet, em geral consideradas as mais antigas pinturas rupestres

Depois de ser considerada primeiro como fraude, e em seguida como evidência de mentes primitivas, ao longo do século XX, a partir da complexidade e da beleza de muitos exemplares de arte rupestre, formou-se uma ideia, de larga aceitação, de que essas manifestações deveriam significar que os homens pré-históricos há pelo menos 30 ou 40 mil anos possuíam uma capacidade simbólica, intelectual e artística semelhante ao homem moderno. Os exemplares mais antigos de pintura cuja datação é razoavelmente confiável estão na Caverna de Chauvet, na França, criadas em torno de 32 mil anos antes do presente. Outros sítios recentemente vêm sendo propostos como mais antigos, como Leang Tedongnge, Lubang Jeriji Saléh e Leang Bulu' Sipong, na Indonésia, atribuídos a 45-40 mil anos antes do presente.
As figuras em Chauvet tornaram-se famosas pelo seu grande refinamento, e devido à sua grande antiguidade, colocou-se mais dificuldades no estabelecimento de uma linha evolutiva coerente e progressiva para a arte pré-histórica. Apesar das muitas pesquisas realizadas tentando corroborar esta evolução linear, elas são frágeis, baseadas em poucas evidências, pois apenas 5% das imagens foram datadas com alguma confiabilidade.
De fato, a dificuldade na datação das relíquias é tamanha que durante muitos anos a tendência foi de estudar a arte rupestre como um bloco, na perspectiva da atemporalidade, mas considerando que a produção se desenvolveu ao longo de muitos milênios e sobre variadas regiões, cultivada por sociedades com características diferenciadas, esta abordagem tem problemas óbvios. Este panorama só a partir dos anos 80 começou a se modificar, quando os estudos especializados se multiplicaram rapidamente procurando definir melhor as especificidades tipológicas, técnicas, cronológicas e geográficas. Avanços recentes na tecnologia e na metodologia científica têm contribuído para esclarecer melhor vários pontos obscuros, mas às vezes introduzem novas dúvidas em conceitos consagrados. O estudo da arte rupestre é um campo em rápida expansão e constante transformação.

## Temas e objetivos

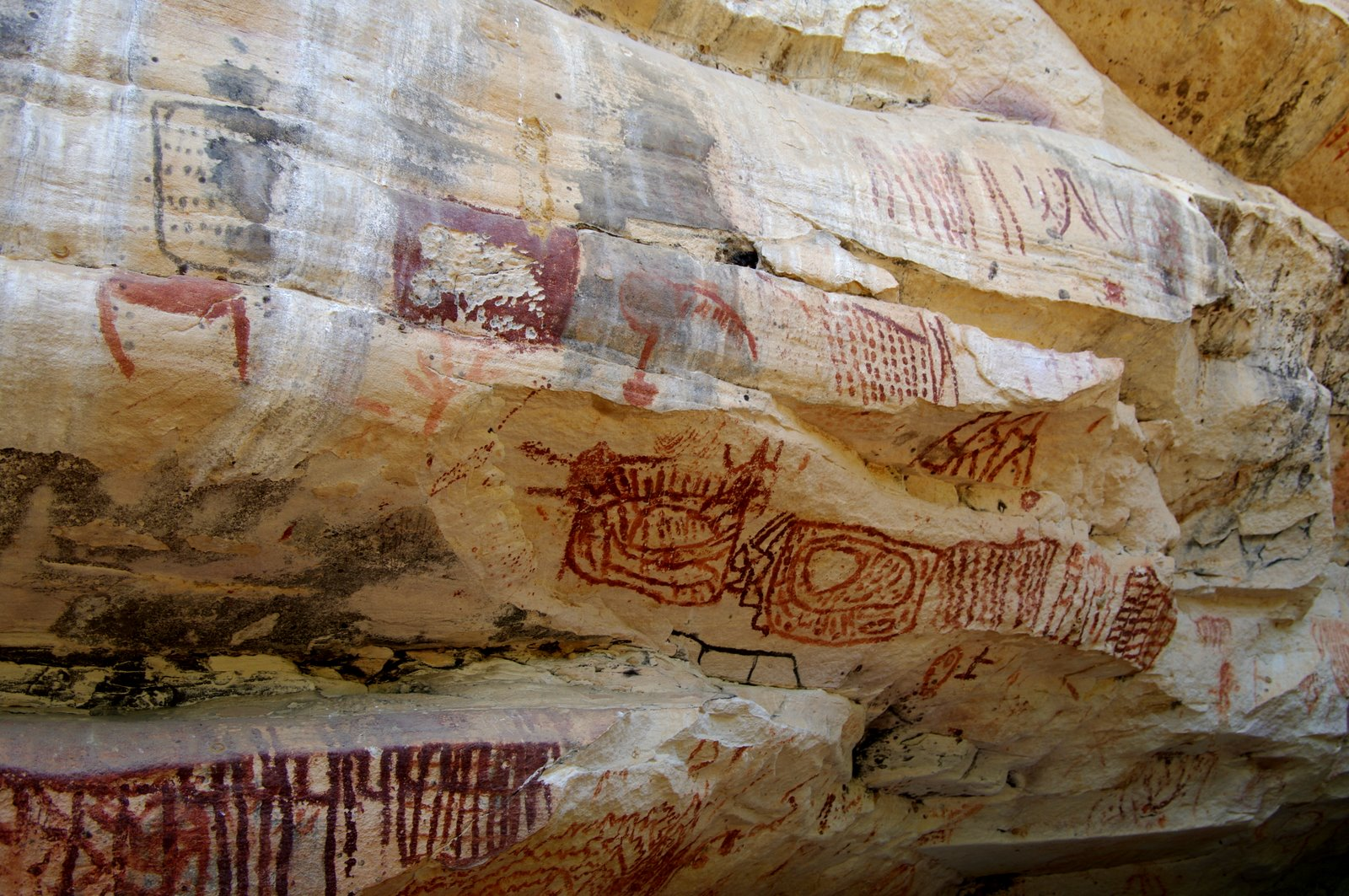
Pinturas no Parque Nacional do Catimbau, Brasil.

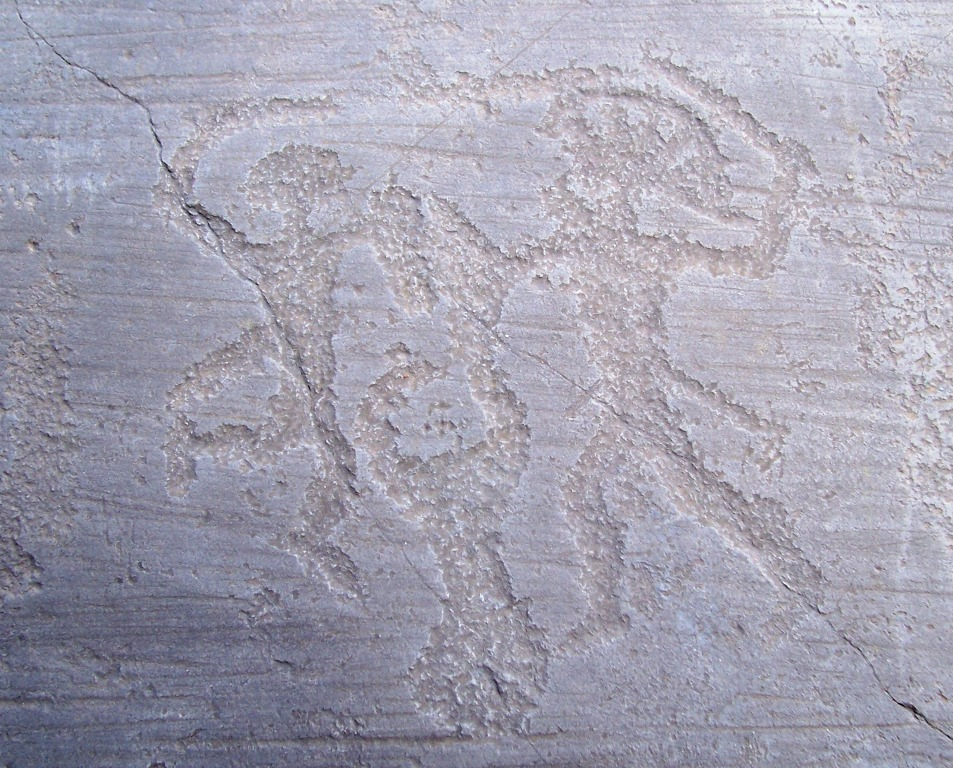
Gravura rupestre com cena de luta entre guerreiros da Idade do Ferro, no Vale Camonica, Itália

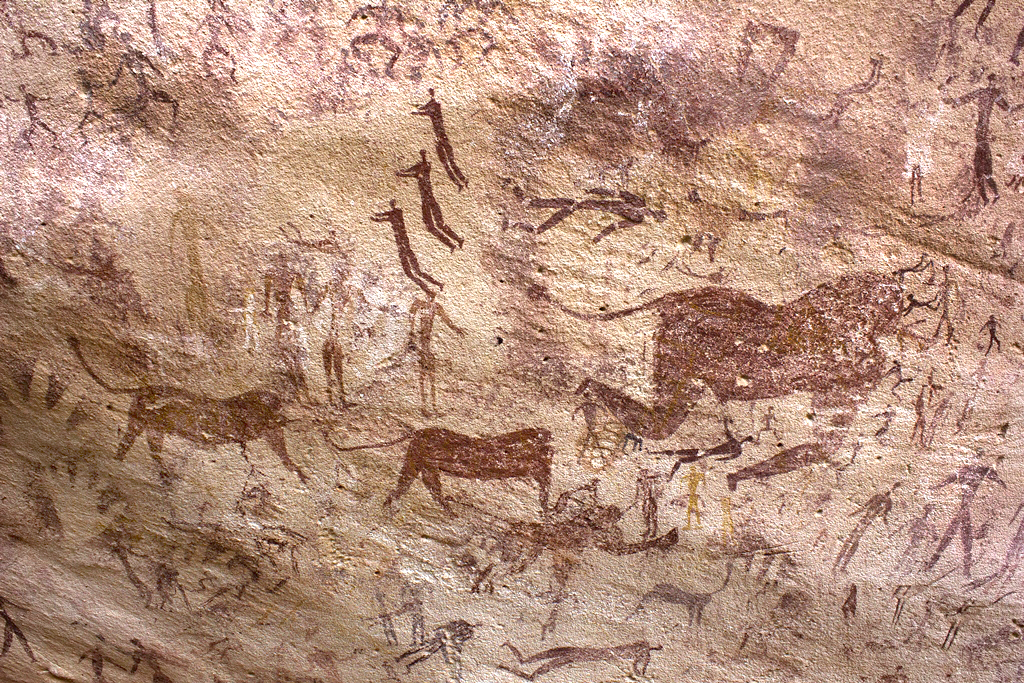
Homens e animais pintados na Gruta das Bestas, Egito

Em geral as imagens são formadas por figuras de grandes animais selvagens, como bisões, cavalos, cervos, entre outros. A figura humana surge menos vezes, mas também é muito comum, sugerindo atividades como a dança, a luta e, principalmente, a caça, mas normalmente em desenhos esquemáticos e não de forma naturalista, como acontece com os dos animais. Paralelamente encontram-se também palmas de mãos humanas e motivos abstratos. Os pigmentos mais usados são o carvão, argilas de várias cores e minerais triturados. Os veículos para os pigmentos são de determinação mais difícil, mas presume-se que possam ter sido usados sangue, excrementos e gordura animal, ceras e resinas vegetais, clara ou gema de ovos e saliva humana.
A compreensão do significado da arte em geral depende fundamentalmente do entendimento do contexto sociocultural onde foi produzida, e a arte rupestre não é exceção, mas como o contexto das sociedades pré-históricas não é bem conhecido, todas as tentativas de explicação são em grande medida conjeturais e sujeitas a controvérsia, e mesmo a aplicação para essas produções do conceito de arte — uma formulação moderna —, pode levar a equívocos. A tecnologia empregada para sua criação, a sua localização e a maneira como ela seria visualizada, a organização interna das imagens, a estimativa do tempo de elaboração e número de pessoas envolvidas, as características do entorno e dos objetos achados nas proximidades, o tipo de atividades que poderiam estar associadas ao local (alimentação, ritual, abrigo, etc), e outros aspectos que se referem à própria materialidade da arte rupestre e do espaço onde ela existe, oferecem elementos que contribuem para um melhor entendimento do contexto e da motivação dos seus criadores. Segundo Rodrigo Simas Aguiar, 
"Uma tradução dos grafismos rupestres é impossível, pois para tanto seria necessário conhecer com precisão os códigos que regem a composição destes símbolos. [...] Como não podemos decifrar com precisão os desenhos, é fundamental estar atento às técnicas de produção. Ciente disso, o arqueólogo registra informações diversas sobre a arte rupestre, como estilo, maneira de pintar ou gravar, largura dos sulcos ou linhas, tipos de associações de desenhos, fontes de água mais próximas, e assim por diante. Essas informações, quando combinadas a outras, vindas de escavações arqueológicas tradicionais, auxiliarão na composição do contexto em que a arte rupestre está inserida."
Acredita-se que estas pinturas possam muitas vezes ter um cunho ritualístico ou mágico, com uma simbologia relacionada principalmente à caça e à fertilidade. Na Caverna de Altamira (chamada "Capela Sistina da Pré-História"), na Espanha, a pintura rupestre do bisonte impressiona pelo tamanho e pelo volume conseguido com a técnica claro-escuro. Em outros locais e em outras grutas, pinturas que impressionam pelo realismo. Em algumas, pontos vitais do animal são marcados por flechas. Para alguns, seria "a magia propiciatória" destinada a garantir o êxito do caçador. Para outros estudiosos, era a pura vontade de produzir arte. A importância do estudo da arte rupestre deve-se não tanto à interpretação das figuras em si, mas antes à possibilidade de obter um entendimento dos motivos e contextos que levaram uma comunidade a usar muito do seu tempo e esforço na execução da dita arte. Como estas sociedades primitivas se estendem no tempo e na sua essência são consideravelmente diferentes das nossas vivências atuais, o estudo da arte rupestre de forma científica permite analisar o comportamento do homem em contextos muito díspares, pelo que acaba por ser um estudo transdisciplinar entre a psicanálise, a antropologia e o nosso próprio conceito de arte.
Mas é difícil garantir qualquer coisa sobre seus significados e funções, subsistindo grande polêmica. Vários estudos chegaram a comparar a arte rupestre com a produção de crianças autistas, e Robert Bednarik observou que há muito escassa evidência de que a arte paleolítica tenha sido feita predominantemente por adultos, havendo evidências, porém, de que parte expressiva do acervo foi criada por jovens e crianças.
Embora as interpretações dos estudiosos sejam muito controversas, é um consenso que os registros podem proporcionar valiosas pistas a respeito da cultura e das crenças daquela época. As imagens também têm sido usadas para desvendar a aparência da fauna e da flora daqueles tempos, mas o grau de realismo das representações é variável, e mesmo os exemplares mais sofisticados podem não ser realistas. Segundo estudo de Pruvost et al., as figuras de cavalos tendem a ser as mais confiáveis.

## Sítios mais conhecidos
Os sítios mais conhecidos e estudados encontram-se na Europa, sobretudo França e no norte da Espanha, a denominada arte franco-cantábrica; em Portugal, na Itália e na Sicília; Alemanha; Balcãs e Roménia. No norte mediterrâneo da África; na Austrália e Sibéria são conhecidas milhares de localidades, porém não tão estudadas, como é o caso do Brasil. 

### Portugal

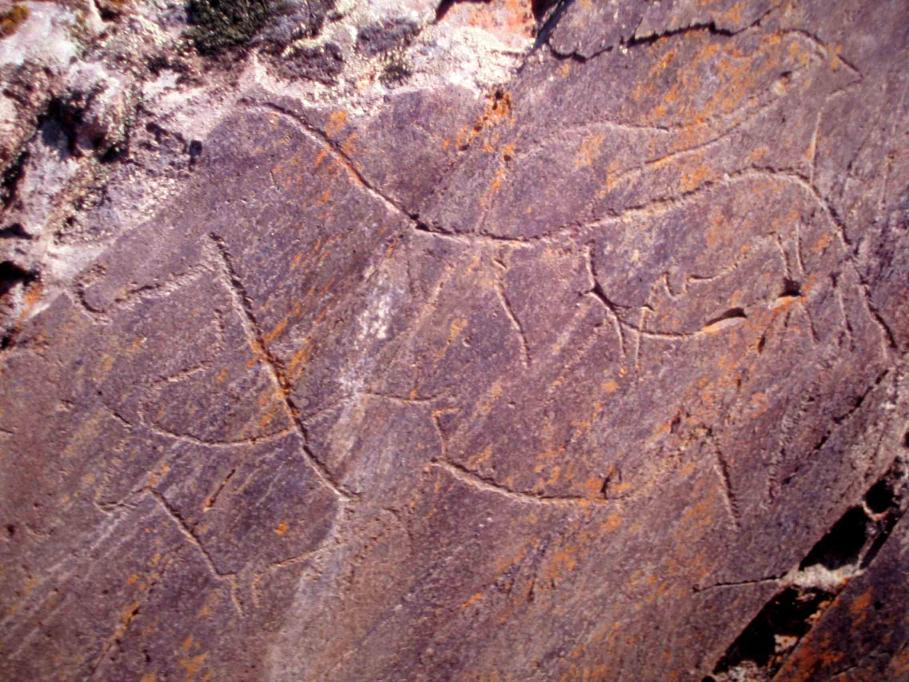
Gravura rupestre em Vila Nova de Foz Côa, Portugal

Em Portugal são conhecidas mais de trezentas localidades de arte rupestre, destacando-se os complexos do Vale do rio Côa, Patrimônio Mundial, e do Vale do Tejo, dos mais antigos ao ar livre, a Gruta do Escoural, fundamental no estudo do Cro-Magnon e Neandertal, e gravuras rupestres como o cavalo de Mazouco. A Anta Pintada de Antelas, em Oliveira de Frades, é um monumento nacional que apresenta as pinturas rupestres melhor conservadas de toda a Península Ibérica.

### Brasil

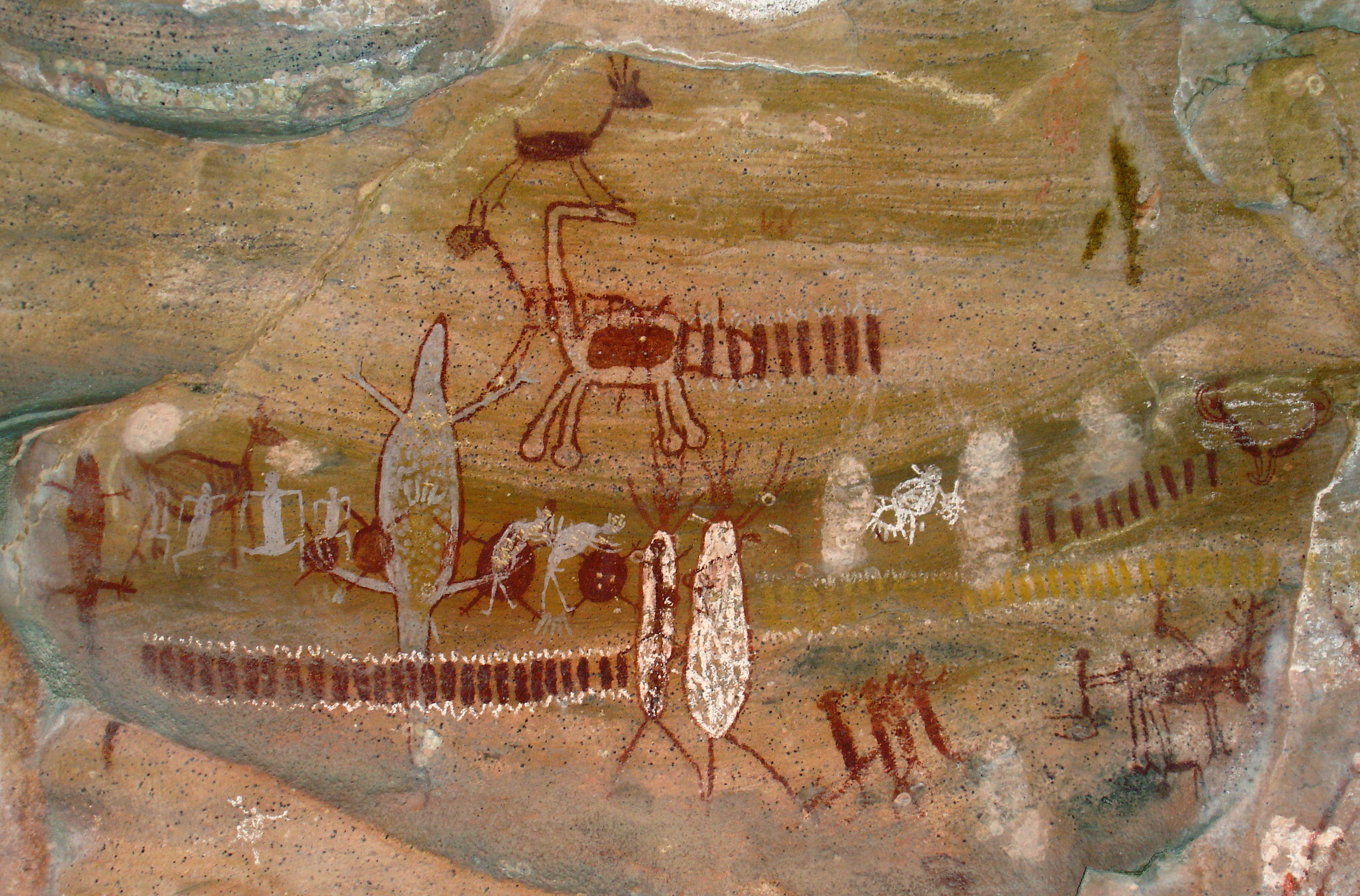
Pinturas rupestres no Parque Nacional da Serra da Capivara, Brasil

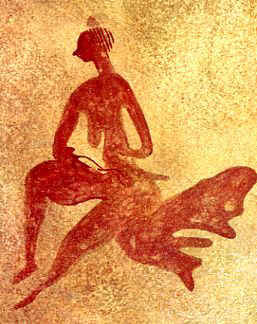
Figura de mulher em Tassili n'Ajjer, Argélia

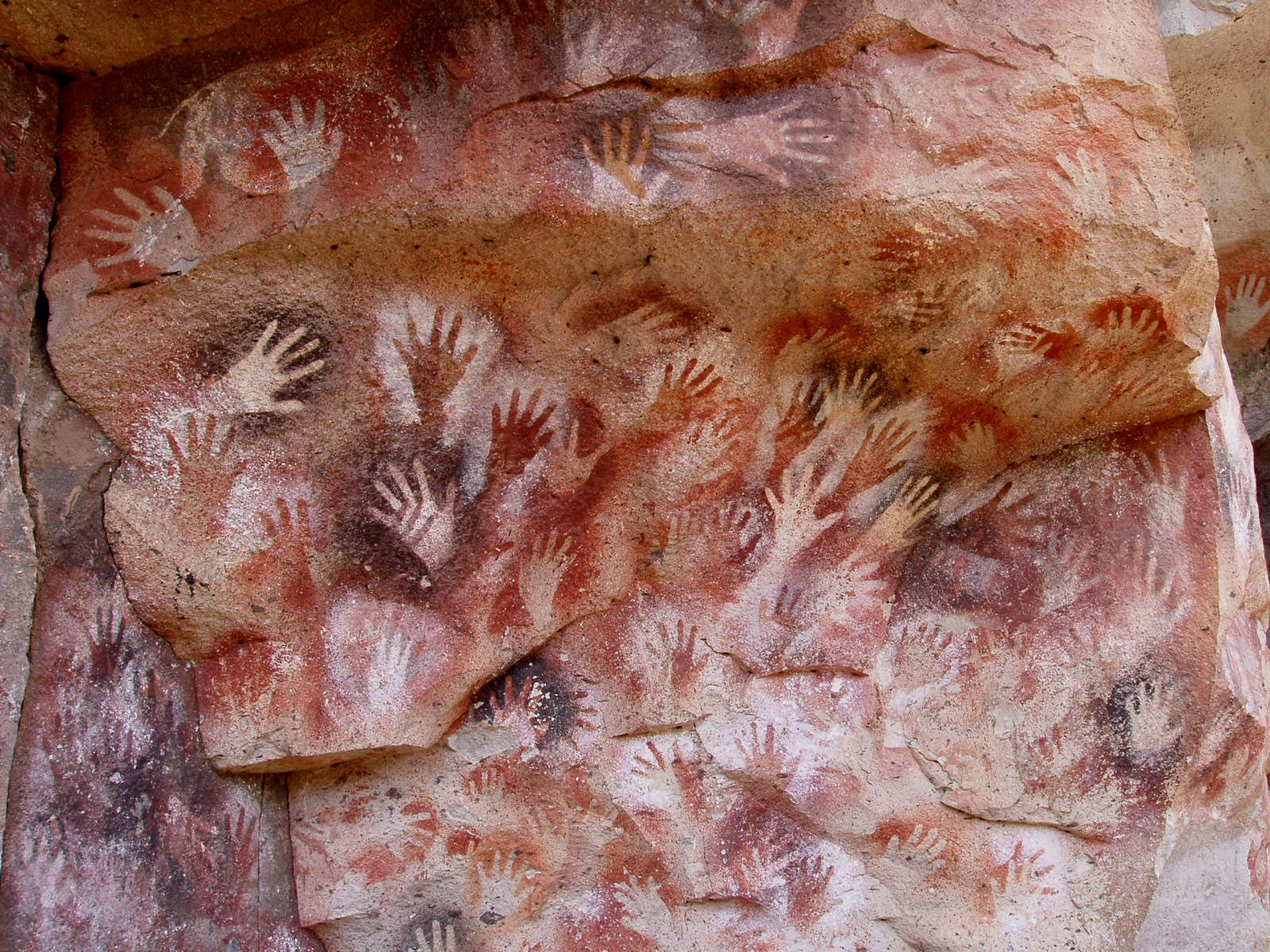
Pinturas na Cueva de las Manos, Argentina

No Brasil são encontradas manifestações de arte rupestre em todo o território nacional. Com base em suas características e localização, o acervo foi dividido em "tradições": Agreste, Planalto, Nordeste, São Francisco, Litorânea, Geométrica, Meridional e Amazônica, mas verificam-se muitas interpenetrações entre esses grupos. O principal sítio é o Parque Nacional da Serra da Capivara no Piauí, Patrimônio Mundial da Unesco, com o maior acervo do continente americano, e um dos mais estudados. No estado de Pernambuco encontram-se pinturas no Parque Nacional do Catimbau, o segundo maior parque arqueológico do Brasil. Outros sítios importantes são os Lajedos de Corumbá, no Mato Grosso do Sul; a Pedra do Ingá, na Paraíba; a Lapa do Boquete, a Lapa do Caboclo, e as regiões de Varzelândia e Lagoa Santa, em Minas Gerais. Em Santa Catarina se destacam registros em várias ilhas litorâneas, como Campeche e Corais. No Rio Grande do Norte são encontrados principalmente nas regiões do Seridó e na chapada do Apodi, com destaque para o Lajedo de Soledade. Muitos registros estão em condições precárias, outros têm sofrido vandalismo, ou são destruídos em obras de infraestrutura como barragens e estradas.

### Itália
- Arte rupestre de Val Camonica, Patrimônio Mundial da UNESCO

### Líbia
- Tadrart Acacus, Patrimônio Mundial da UNESCO

### Argélia
- Tassili n'Ajjer, Patrimônio Mundial da UNESCO

### Arábia Saudita
- Arte rupestre na região de Ha’il, Património Mundial da UNESCO

### Espanha
- Caverna de Altamira e arte rupestre paleolítica do norte da Espanha, Patrimônio Mundial da UNESCO

### Argentina
- Cueva de las Manos, Patrimônio Mundial da UNESCO

### Índia
- Abrigos na Rocha de Bhimbetka, Patrimônio Mundial da UNESCO

### França
- Grutas decoradas do vale do Vézère, Patrimônio Mundial, incluindo, entre outras, Lascaux, Les Combarelles e Font de Gaume
- La Marche, perto de Lussac-les-Chateaux
- Caverna de Chauvet, perto de Vallon-Pont-d'Arc
- Caverna de Cosquer, perto de Marselha
- Caverna de Pech Merle
- Caverna de Les Trois-Frères

### Inglaterra
- Creswell Crags